# Pęgów (Neder-Silezië)
Pęgów ( Duits: Hennigsdorf ) - is een dorp dat zich bevindt in Polen in het woiwodschap Neder-Silezië, in de Trzebnica poviat, in de gemeente Oborniki Śląskie.

## Administratieve indeling
In de jaren 1975-1998 bevond het dorp zich in het woiwodschap Wrocław. Tegenwoordig ligt het in het woiwodschap Neder-Silezië.

## Positie
Pęgów ligt op de Oleśnicka-vlakte op een hoogte van 125 tot 142 m boven zeeniveau. De hellingen van de Trzebnica Heuvels beginnen op 1 km van het centrum naar het noordoosten, van waaruit op heldere dagen Wrocław (afstand: 20 km) en het Ślęży-massief zichtbaar zijn in zuidwestelijke richting. Pęgów is het op een na grootste dorp van de gemeente in termen van oppervlakte en bevolking (1.908 mensen in maart 2011).

## Kenmerken van het dorp
Het heeft het karakter van een centraal recreatiestadje, omdat:
- het gezondheidscentrum mensen brengt uit Kotowice, Paniowice, Pęgów, Szewc, Zajączków, Uraz, Lubnów, Raków en andere nabijgelegen steden;
- kinderen uit Golędzinów, Kotowice, Pęgów en Zajączków (ook Oborniki Śląskie) in dit dorp naar de basis- en middelbare scholen gaan;
- de apotheek niet alleen wordt gebruikt door patiënten uit de omliggende dorpen, maar ook door degenen die de weg tussen Oborniki Śląskie en Wrocław passeren.

## Beroemde mensen
Het vakantiehuis van Kornel Morawiecki (vader van Mateusz Morawiecki) bevindt zich in Pęgów.

## Hervestiging
Sinds 1946 woont hier een grote groep Poolse migranten uit Czyszki bij Lviv (tegenwoordig Oekraïne). Zij werden gedeporteerd in 1945 naar het westen van het land na de beëindiging van de Tweede Wereldoorlog en de verschuiving van de Poolse grens richting het westen.

## Historische monumenten
Volgens het register van het Narodowy Instytut Dziedzictwa (Nationale Instituut voor Ergfoed) staan de volgende monumenten  in Pęgów:
- Een paleis gebouwd in neogotische stijl in 1907 door de bouwmeester Vater uit Prusice voor de toenmalige eigenaar van het pand, Caesar Sachs. Het is een bakstenen structuur, gebouwd op een rechthoekige fundering met een inwendig dakraam en een toren in de zuidwesthoek. De toren heeft een machicoulis en een observatiedek. Het paleis is bedekt met een zadeldak, dakkapellen en hellingen begrensd door trapgevels met pinakels. Een deel van het rijke interieur is bewaard gebleven. Voor de gevel bevindt zich een binnenplaats omringd door boerderijgebouwen. Aan het paleis grenst ook een landschapspark.

andere monumenten:
- Een kerk, die dient voor de parochie van Kotowice, Pęgów en Zajączków.

## Voetnoten
1. ↑  GUS: Ludność - struktura według ekonomicznych grup wieku. Stan w dniu 31.03.2011 r.
2. ↑  zabytków nieruchomych woj. dolnośląskiego|opublikowany=Narodowy Instytut Dziedzictwa|data dostępu=16.10.2012|strony=174